# US Open 2011/Quaddoppel
Das Quaddoppel (Rollstuhl) der US Open 2011 war Teil der Rollstuhltenniswettbewerbe in New York City vom 8. bis zum 11. September.
Titelverteidiger waren Nick Taylor und David Wagner.

## Ergebnisse
Zeichenerklärung
- Q = Qualifikant
- WC = Wildcard
- LL = Lucky Loser
- ITF = qualifiziert über ITF-Ranking
- ALT = alternate (Ersatz)
- PR = Protected Ranking
- SE = Special Exempt
- r = retired (Aufgabe)
- d = Disqualifikation
- w.o. = walkover
- [ ] = Match-Tie-Break

|  | Finale |                             |      |  |  |
|  |        |                             |      |  |  |
|  | 1      | David Wagner Nick Taylor    | w.o. |  |  |
|  | 2      | Peter Norfolk Noam Gershony |      |  |  |
|  |        |                             |      |  |  |